# 临海街道 (泉州市)
临海街道是中华人民共和国福建省泉州市丰泽区下辖的一个街道。

## 历史沿革
2025年1月6日，东海街道析置临海街道。

## 行政区划
临海街道下辖大坪、云谷、云山、宝山、法石、后亭、千亿、宝珊花园、海景9个社区。